# Mattia Caldara
Mattia Caldara (Bérgamo, Provincia de Bérgamo, Italia, 5 de mayo de 1994) es un futbolista italiano. Juega de defensa y su equipo es el Modena F. C.  de la Serie B de Italia.

## Trayectoria

### Inicios
Mattia se unió a la academia del Atalanta en el año 2003. Realizó las categorías infantiles con éxito, continuó con las juveniles y en el segundo semestre de la temporada 2011-12, fue ascendido a la Primavera del club, con 17 años. Debutó con la sub-19 el 10 de febrero de 2012, fue en el último partido de la fase de grupos del Torneo de Viareggio, jugó como titular contra Viareggio y ganaron 6-0. En octavos de final se enfrentaron a Roma, no tuvo minutos y perdieron 1-3.
En el Campeonato Primavera, su primer juego fue el 7 de marzo, estuvo los 90 minutos en cancha contra Udinese y ganaron 2-1. Al final del torneo se consolidó en el puesto y estuvo presente en los últimos seis partidos de titular. Para la temporada 2012-13, estuvo desde el comienzo con la reserva. Fue parte de la zaga titular durante todo el campeonato, jugó 22 partidos y anotó 1 gol. Clasificaron a la fase final para definir al campeón nacional entre los mejores de cada región.
En cuartos de final, se enfrentaron a Fiorentina, conjunto al que derrotaron 4-1. Luego se midieron ante Milan, esta vez derrotaron al club por la mínima, 1-0. En la final, su rival fue Lazio, pero fueron derrotados 3-0. Mattia fue titular en los tres partidos de la fase final. Tuvo sus primeras experiencias con el plantel de primera en la temporada 2013-14, entrenó con los profesionales y para la fecha 11 de la Serie A, fue convocado por primera vez a un partido oficial. Concentró con el primer equipo, estuvo en el banco de suplentes contra Livorno, no tuvo minutos y perdieron 1-0.
De igual forma continuó con la reserva, ya como titular consolidado en la categoría sub-19. Incluso fue el capitán del Torneo de Viareggio que se jugó en 2014, competición en la que llegaron hasta cuartos de final. En el Campeonato Primavera, jugó 23 partidos, los 90 minutos en cada uno, y colaboró con 4 goles. Finalmente, el entrenador del primer equipo, Stefano Colantuono, convocó a Mattia para el último partido de la Serie A. El 18 de mayo de 2014 debutó como profesional, ingresó en el segundo tiempo por Davide Brivio, se enfrentaron a Catania pero fueron derrotados 2-1. Utilizó la camiseta número 15, jugó su primer partido con 20 años y 13 días. Para que tenga más rodaje, el club decidió cederlo a otro equipo para la temporada siguiente.

### Cesiones a Trapani y Cesena
Mattia arribó al Trapani Calcio para jugar la temporada 2014-15 en la Serie B. Debutó con su nuevo club como titular el 17 de agosto de 2014, fue en la segunda ronda de la Copa Italia, estuvo los 90 minutos en cancha pero fueron derrotados 1-2 por Cremonese. En la fecha 2 de la Serie B, jugó su primer partido en el campeonato, estuvo los minutos finales contra Vicenza y derrotaron al equipo 2-1. Tuvo una temporada irregular, no se consolidó, pero jugó varios partidos, ya que totalizó 20 presencias en la segunda división italiana, además convirtió 2 goles en las fechas finales.
Trapani finalizó en la posición 11, sin chances de ascender. Regresó a Atalanta pero nuevamente fue cedido, esta vez a la Associazione Calcio Cesena para jugar en la Serie B la temporada 2015-16. El 9 de agosto de 2015, estuvo presente en el primer partido de la temporada, fue contra Lecce en la segunda ronda de la Copa Italia, jugó los 90 minutos y ganaron 4-0. Desde la fecha 1 del campeonato nacional fue titular, el 5 de septiembre comenzaron contra Brescia, conjunto al que derrotaron 2-0.
Sus buenas actuaciones le valieron su primer llamado a la selección de Italia sub-21. Cesena finalizó en la sexta posición, por lo que jugaron un desempate con Spezia para conseguir una oportunidad de ascenso a la Serie A, sin Mattia fueron derrotados 1-2. Caldara estuvo presente en 27 oportunidades en la Serie B y anotó 3 goles, además jugó 2 partidos por Copa Italia. Al final de la temporada, regresó a su club de la Serie A con más experiencia.

### Consolidación en Atalanta
El entrenador Gian Piero Gasperini decidió contar con Mattia, por lo que realizó la pretemporada con Atalanta. En las primeras 6 fechas del campeonato nacional no estuvo presente, en las 4 primeras fue convocado pero no tuvo minutos, mientras que en las 2 restantes debido a una lesión. Finalmente, el 2 de octubre de 2016, volvió a jugar con su club luego de dos años, fue parte de la zaga titular contra Napoli en el Atleti Azzurri d'Italia ante más de 15700 espectadores y ganaron 1-0.
Mantuvo el puesto de titular y lograron un invicto de 8 partidos, con 1 empate con Fiorentina y 7 triunfos, ante conjuntos como Inter y Roma. Su primer gol con Atalanta se produjo el 26 de octubre, cuando se enfrentaron a Pescara, gracias a su anotación ganaron 0-1. El 12 de enero de 2017 fue fichado por Juventus a cambio de 15 millones de euros. El club de Turín decidió cederlo al Atalanta hasta junio de 2018 para que tenga rodaje. En agosto del mismo año fue vendido al AC Milan y en enero de 2020 volvió en calidad de cedido al Atalanta por 2 años.

## Selección nacional
En el año 2015, para las fechas FIFA de octubre fue convocado por primera vez, para jugar en la fase de clasificación a la Eurocopa Sub-21. Se enfrentaron a Irlanda y ganaron 1-0, pero no tuvo minutos. Para el mes de noviembre, nuevamente fue citado, pero tampoco tuvo participación en los partidos ante Serbia y Lituania.
Al año siguiente, volvió a ser convocado en el primer llamado, esta vez el entrenador Luigi Di Biagio decidió mandarlo al campo como titular. Debutó con la sub-21 italiana el 24 de marzo de 2016, utilizó la camiseta número 5 contra Irlanda en la clasificación para la Eurocopa Sub-21 de 2017 y ganaron 1-4. Debido a su nivel convenció al entrenador y Caldara jugó todos los partidos del año como titular, tanto amistosos como de clasificación. Italia logró el cupo para la fase final en el último partido de la fase de grupos.
Con la selección absoluta ha sido internacional en 2 ocasiones. Debutó el 1 de junio de 2018 en un encuentro amistoso ante la selección de Francia que finalizó con marcador de 3-1 a favor de los franceses.

### Participaciones en Eurocopas
| Eurocopa                | Sede    | Resultado |
| ----------------------- | ------- | --------- |
| Eurocopa Sub-21 de 2017 | Polonia | Semifinal |

## Clubes
Actualizado al 5 de abril de 2025.
| Club                    | Div.          | Temporada     | Liga  | Liga  | Copas nacionales | Copas nacionales | Copas internacionales | Copas internacionales | Total | Total |
| Club                    | Div.          | Temporada     | Part. | Goles | Part.            | Goles            | Part.                 | Goles                 | Part. | Goles |
| ----------------------- | ------------- | ------------- | ----- | ----- | ---------------- | ---------------- | --------------------- | --------------------- | ----- | ----- |
| Atalanta B. C. · Italia | 1.ª           | 2013-14       | 1     | 0     | 0                | 0                | ―                     | ―                     | 1     | 0     |
| Trapani Calcio · Italia | 2.ª           | 2014-15       | 20    | 2     | 1                | 0                | ―                     | ―                     | 21    | 2     |
| Trapani Calcio · Italia | Total club    | Total club    | 20    | 2     | 1                | 0                | 0                     | 0                     | 21    | 2     |
| A. C. Cesena · Italia   | 2.ª           | 2015-16       | 27    | 3     | 2                | 0                | ―                     | ―                     | 29    | 3     |
| A. C. Cesena · Italia   | Total club    | Total club    | 27    | 3     | 2                | 0                | 0                     | 0                     | 29    | 3     |
| Atalanta B. C. · Italia | 1.ª           | 2016-17       | 30    | 7     | 1                | 0                | ―                     | ―                     | 31    | 7     |
| Atalanta B. C. · Italia | 1.ª           | 2017-18       | 23    | 3     | 2                | 0                | 8                     | 0                     | 33    | 3     |
| A. C. Milan · Italia    | 1.ª           | 2018-19       | 0     | 0     | 1                | 0                | 1                     | 0                     | 2     | 0     |
| A. C. Milan · Italia    | 1.ª           | 2019-20       | 0     | 0     | 0                | 0                | ―                     | ―                     | 0     | 0     |
| Atalanta B. C. · Italia | 1.ª           | 2019-20       | 14    | 0     | 1                | 0                | 3                     | 0                     | 18    | 0     |
| Atalanta B. C. · Italia | 1.ª           | 2020-21       | 6     | 0     | 2                | 0                | 1                     | 0                     | 9     | 0     |
| Atalanta B. C. · Italia | Total club    | Total club    | 74    | 10    | 6                | 0                | 12                    | 0                     | 92    | 10    |
| Venezia F. C. · Italia  | 1.ª           | 2021-22       | 31    | 1     | 2                | 0                | ―                     | ―                     | 33    | 1     |
| Venezia F. C. · Italia  | Total club    | Total club    | 31    | 1     | 2                | 0                | 0                     | 0                     | 33    | 1     |
| Spezia Calcio · Italia  | 1.ª           | 2022-23       | 20    | 0     | 2                | 0                | ―                     | ―                     | 22    | 0     |
| Spezia Calcio · Italia  | Total club    | Total club    | 20    | 0     | 2                | 0                | 0                     | 0                     | 22    | 0     |
| A. C. Milan · Italia    | 1.ª           | 2023-24       | 1     | 0     | 0                | 0                | 0                     | 0                     | 1     | 0     |
| A. C. Milan · Italia    | Total club    | Total club    | 1     | 0     | 1                | 0                | 1                     | 0                     | 3     | 0     |
| Modena F. C. · Italia   | 2.ª           | 2024-25       | 26    | 1     | 1                | 0                | ―                     | ―                     | 27    | 1     |
| Modena F. C. · Italia   | Total club    | Total club    | 26    | 1     | 1                | 0                | 0                     | 0                     | 27    | 1     |
| Total carrera           | Total carrera | Total carrera | 199   | 17    | 15               | 0                | 13                    | 0                     | 227   | 17    |
| 1. 2.                   |               |               |       |       |                  |                  |                       |                       |       |       |